# بوشنوية حادة الثمار
بوشنوية حادة الثمار (الاسم العلمي:Buchenavia oxycarpa) هي نوع من النباتات يتبع جنس البوشنوية من الفصيلة القمبريطية.